# Pompon

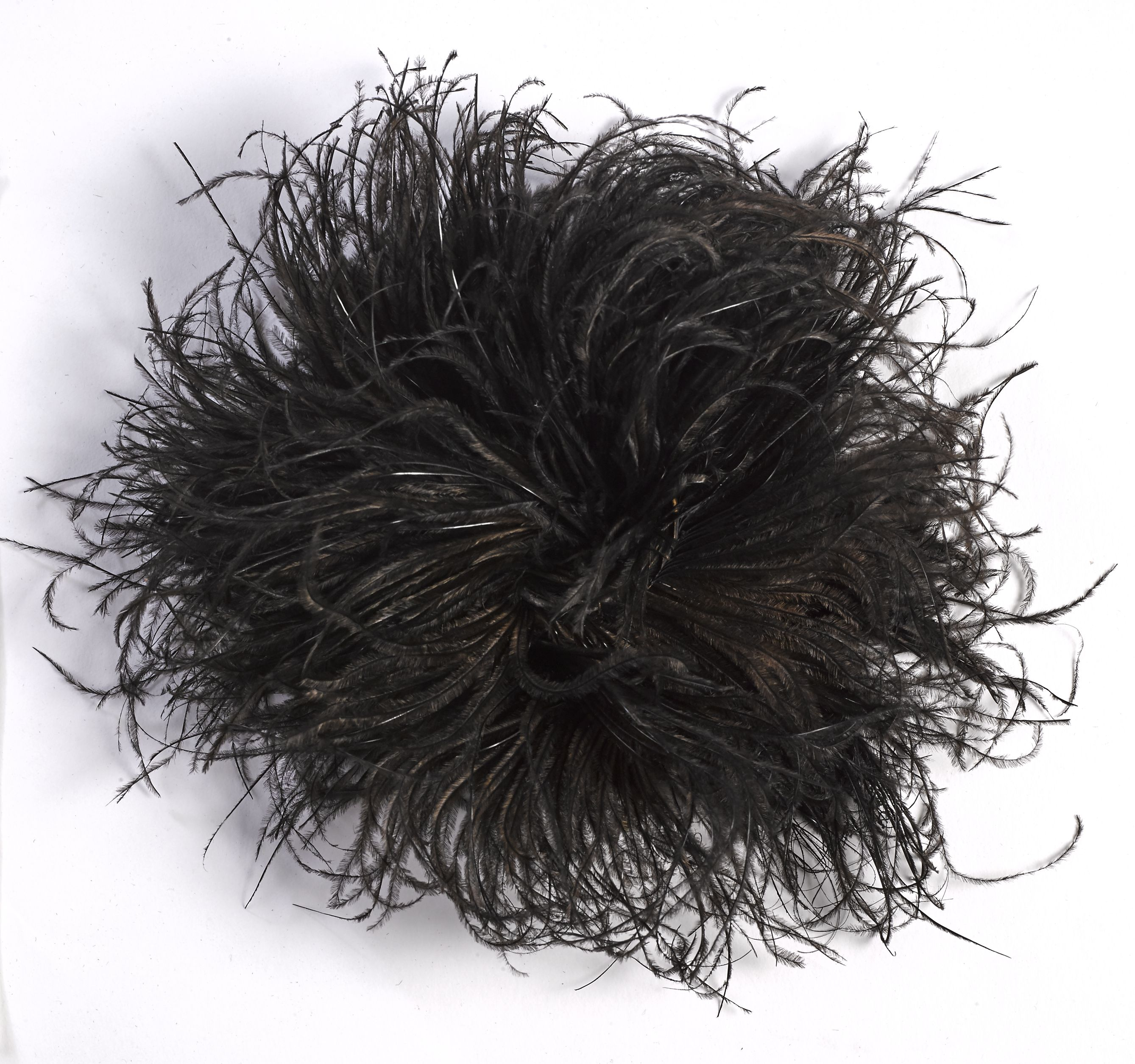
Pompon z początku XX w.

Pompon – rodzaj ozdoby ubioru w postaci grubej kity lub kuli wykonanej z wielu kawałków przyciętej włóczki wełnianej albo jedwabnej przędzy. Nazwa pochodzi z języka francuskiego. 
W strojach codziennych najczęściej spotykany przy czapkach i szalikach. Jest również elementem strojów uroczystych (np. biretu), a jego kolor jest wyróżnikiem godności piastowanej przez noszącego go duchownego.
Istnieją dwa rodzaje pomponów: kuliste i pędzelkowe (dawniej zwane też chwastami lub kutasami).
W XVII w. pompony na czapkach zostały spopularyzowane jako element ubioru marynarzy francuskich, gdzie ich celem było zminimalizowanie kontuzji głowy w niskich korytarzach i pomieszczeniach. Były też używane do ozdoby innych nakryć głowy, jak czaka czy kapelusze bolero.
Pompony bywają elementami strojów lokalnych lub narodowych, np. kolorowe pompony są częstą ozdobą ubiorów lapońskich oraz ludów Alaski i północy Kanady. Nie zawsze znajdują się przy nakryciu głowy – przykładem mogą być stroje ewzonów (greckich żołnierzy), z pomponami pędzelkowymi (pod kolanami) oraz kulistymi (przy butach).
Pompony kuliste są często spotykanym rekwizytem (a także stereotypowym atrybutem) cheerleadingu.

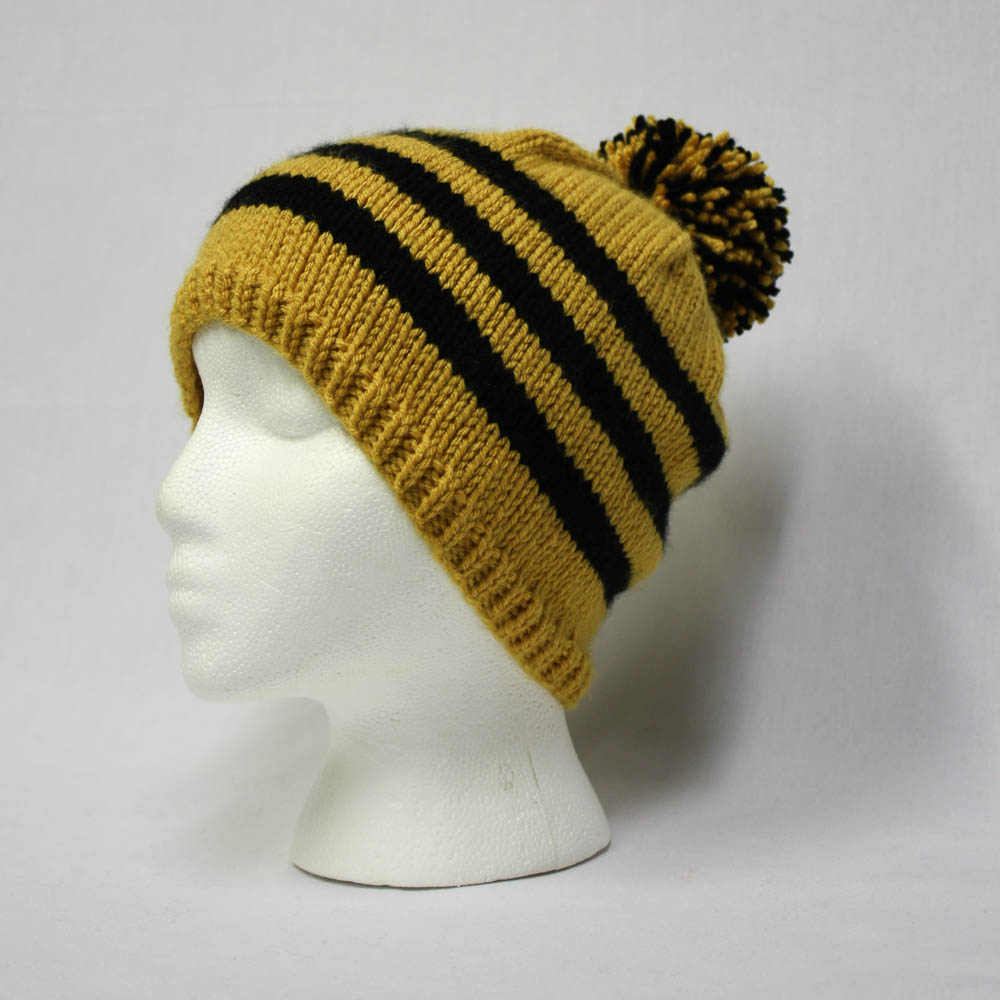
Czapka z pomponem
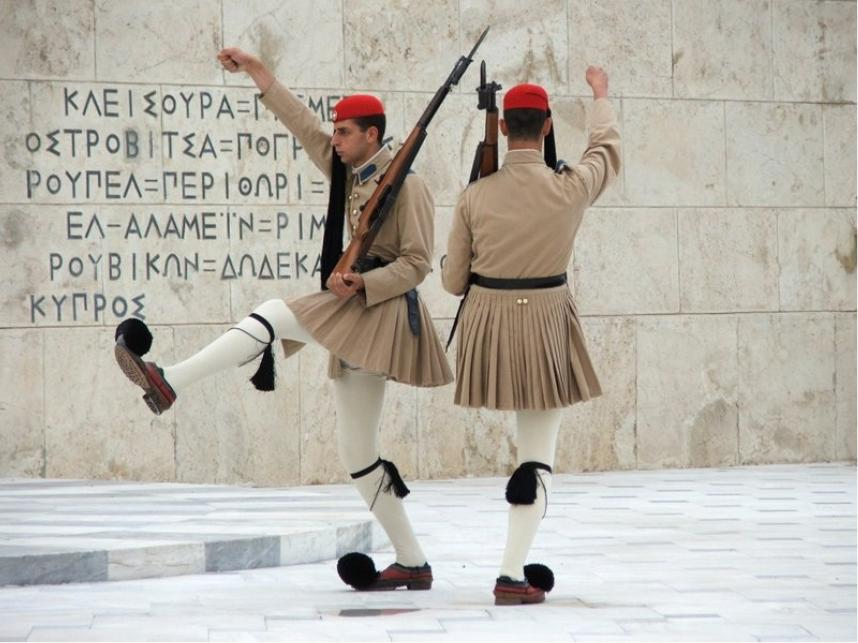
Pompony jako element munduru ewzonów
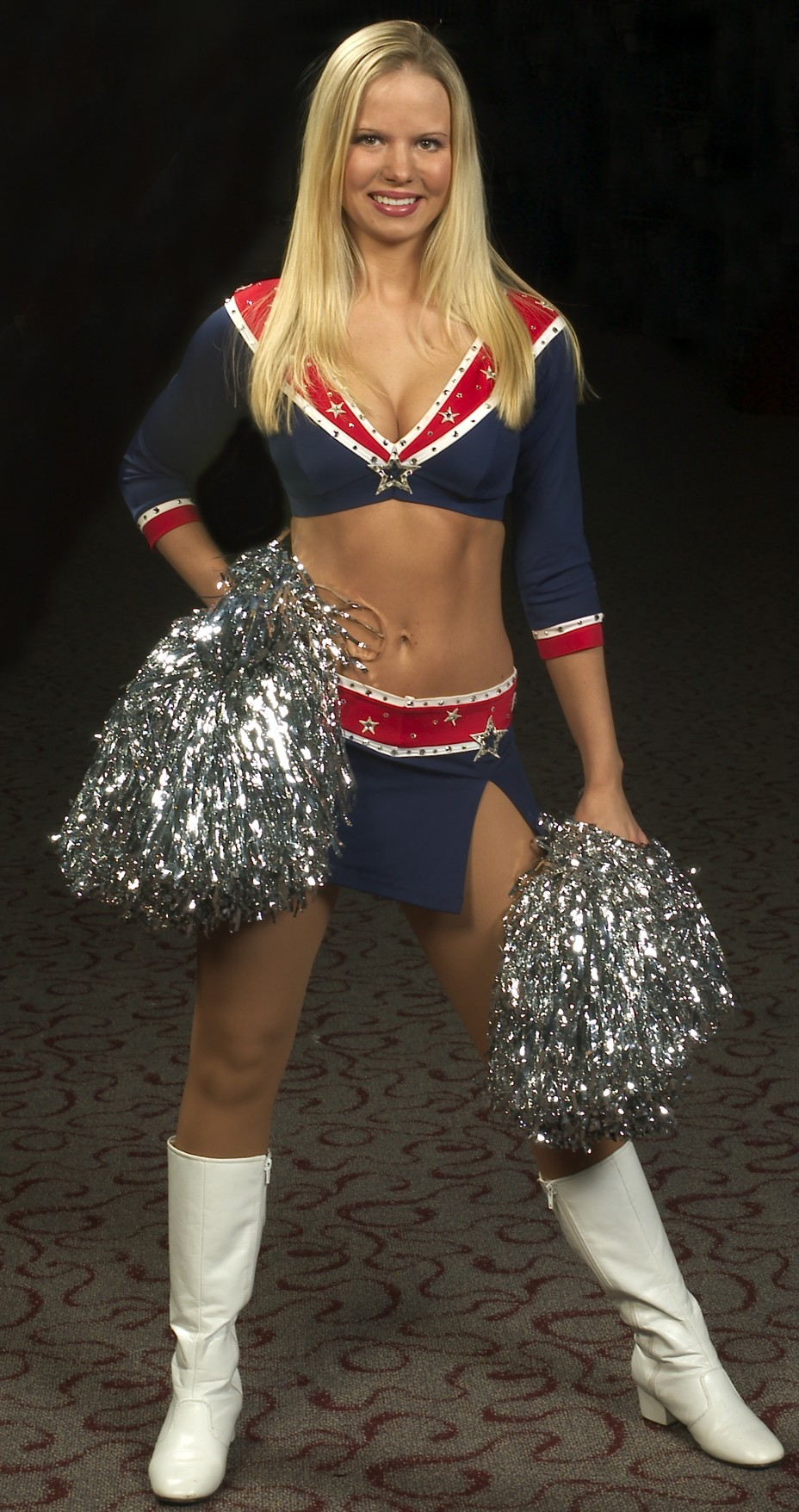
Cheerleaderka z pomponami
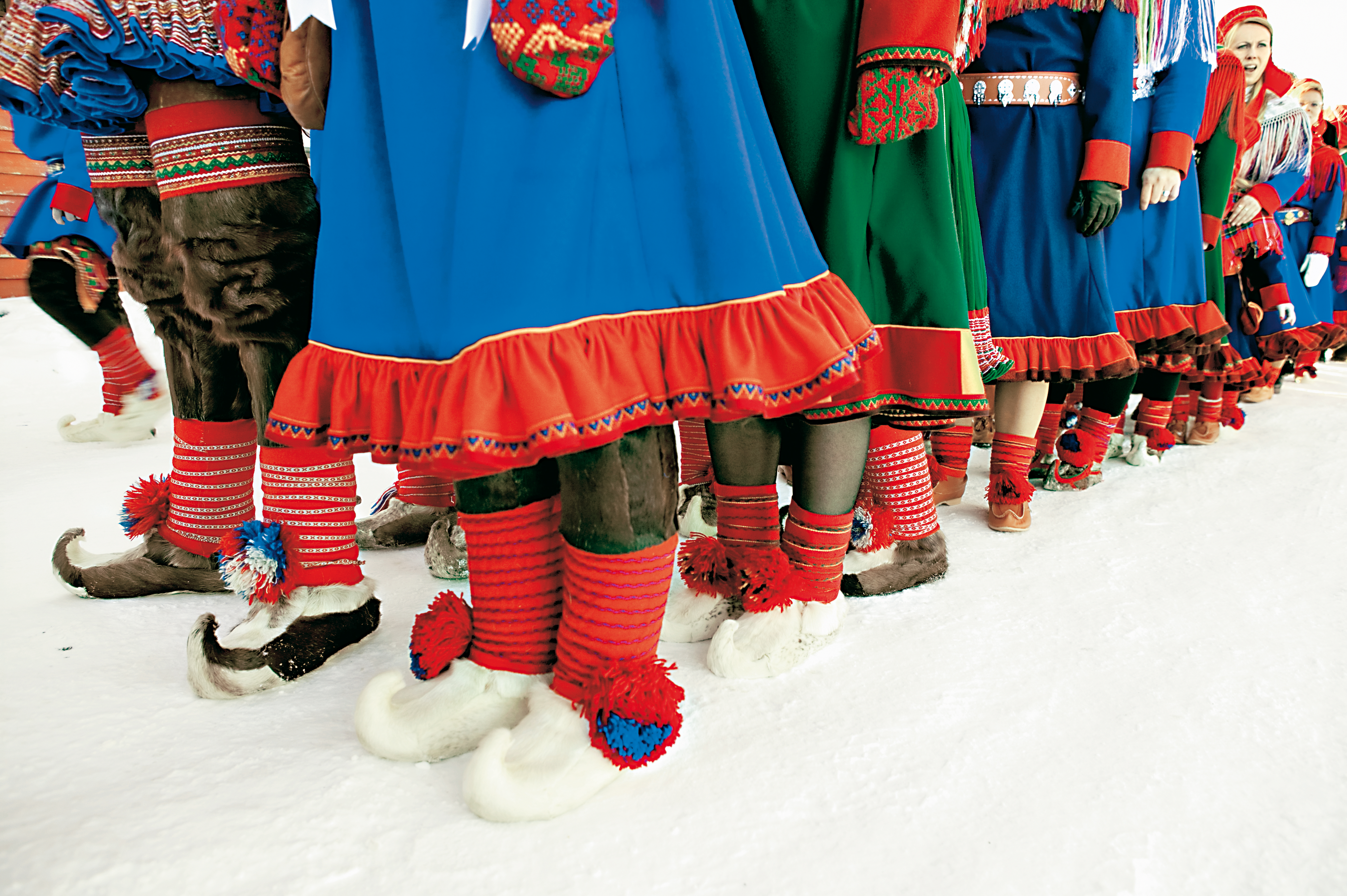
Pompony w strojach norweskich Saamów